# Demeter Petrovics
Demeter Petrovics (variantes orthographiques : Dimitrije Petrović, Demetrius Petrovits, Demeter Petrowitsch), né le 18 février 1799 à Vukovar (Royaume de Hongrie) et mort le 25 décembre 1854 à Vienne (Empire d'Autriche), est un sculpteur austro-hongrois d'origine serbe.

## Biographie
Son père - Aaron Petrović - était un riche marchand de Vukovar qui, après avoir fait faillite, s'installa à Kiskőrös, dont était originaire sa famille. En raison de l'appauvrissement de sa famille, Demeter Petrović n'a pas pu poursuivre ses études, il s'est lancé dans la carrière de commerçant et, pendant ses heures libres, s'est engagé dans des travaux plastiques. Plus tard, avec l'aide d'autres, il est entré à l'Académie des Beaux-Arts de Vienne et, en 1823, il a remporté deux prix pour ses œuvres. Quittant Vienne en 1825, il s'est rendu chez ses proches à Timișoara, Vukovar et Ivankovo, puis est retourné à Vienne, où il a exercé en tant que sculpteur dans l'atelier du sculpteur Schaberl. Il modela, notamment, le buste colossal du général comte François Joseph Kinsky, qui fut présenté en grande pompe en 1830. Le 4 octobre, on le présenta à l'Académie militaire thérésienne. Sa dernière œuvre majeure fut la statue en bronze de Sándor Kisfaludy pour le Musée national hongrois, qu'il acheva en 1848 ; cependant, celui-ci ne fut érigé qu'en 1850 dans le jardin du musée.
Demeter Petrovics eut plusieurs enfants :
- Emilie Petrovits, épouse Friedrich, danseuse de ballet ;
- Anton Petrovits ;
- Emilia Petrovits ;
- Ladislaus Eugen Petrovits, peintre autrichien ;
- Demeter Petrovits, ingénieur, second à bord du navire Radetzky sur le Danube ;
- Hermine Petrovits, modiste.